# 南巴黎电信学校
南巴黎电信学校（法語：Télécom SudParis），是一所法国知名公立工程师学校(Grandes Écoles)。
学校是矿业电信学校联盟(Institut Mines-Télécom)及巴黎-萨克雷大学(Université Paris-Saclay)成员。
该校与电信商业学校（法語：Télécom École de management）共同的前身为法国国立电信学院（法語：Institut National des Télécommunications）。2008 年1月1 日起，两个大学在行政上相互独立，但是还是经常把它们合在一起叫做法国南巴黎高等电信和管理学院（法語：Télécom & Management SudParis）。